# Double Portrait (Giorgione)
Le Double Portrait est une peinture à l'huile sur toile de 80 × 75 cm, attribuée à Giorgione, datant de 1502. Elle est conservée au Musée national du Palazzo Venezia à Rome.

## Histoire
Autrefois attribuée à Sebastiano del Piombo, à Dosso Dossi et à d'autres artistes vénitiens, aujourd'hui l'œuvre est donnée - avec des réserves - à Giorgione. Comme pour la plupart des œuvres de Giorgione, les critiques ne sont pas d'accord sur la datation, qui varie entre 1500 et 1510, année de la mort du peintre. La date de 1502 mettrait la toile en relation avec la possible présence de Giorgione à Venise à la cour de Catherine Cornaro, reine de Chypre, qui avait rassemblé autour d'elle à Asolo, un cercle restreint d'intellectuels et d'artistes. Le ton mélancolique de l'œuvre a également fait penser à un lien avec la discussion sur l'amour de l'ouvrage Gli Asolani de Pietro Bembo, publié en 1505.
La première mention certaine de l'œuvre figure dans un inventaire des biens de Pio di Savoia de 1624. Vers 1734 la toile est entrée dans les collections du cardinal Tommaso Ruffo. En 1919, elle a été donnée au musée du Palais de Venise par le prince Fabrizio Ruffo di Motta Bagnara.

## Description
L'œuvre représente les portraits de deux jeunes gens, l'un au premier plan, l'autre relégué à l'arrière, tous deux tournés vers le spectateur. Le jeune homme au premier plan pose de face et celui à l'arrière plan est légèrement tourné vers la gauche. Le regard du jeune homme au fond est interrogateur, celui du premier plan est languissant et pensif. L'attitude de réflexion troublée des personnages est soulignée par les couleurs sombres et les habits noirs.
Le personnage central penche sa tête inclinée sur sa main droite, tandis que sa main gauche tient un fruit, une orange amère, orange sauvage au goût âcre, symbolisant le tempérament mélancolique aigre-doux. Le jeu des ombres offre une vision privilégiée sur l'or de la robe, symbole des biens matériels périssables, et sur le fruit rouge, également dépeint pour représenter la précarité humaine.